# Daubner cukrászda
A Daubner cukrászda Budapest egyik legnevesebb minőségi cukrászdája.

## Székhelye
Budapest II. kerület, Szépvölgyi út 50. alatt, a Pusztaszeri út sarkán működik, ahová az Ürömi út sarkáról költözött.

## Története
Elődjét Daubner Béla 1901-ben nyitotta meg Orosházán. Őt a fia követte a szakmában. A második világháború után a cukrászdát államosították. Daubner Béla 1946 után nyolc és fél év börtönbüntetést szenvedett politikai okokból, majd a Kádár-rendszer alatt még két és fél évet. A család az 1950-es évek végén költözött Budapestre. A népszerű cukrászdát ma a harmadik generáció egyik tagja, Daubner György cukrászmester vezeti.

## Díjai, elismerései
- Superbrands Hungary (2020) [2]